# Franco Bernabè
Franco Bernabè (né le 18 septembre 1948 à Vipiteno) est un banquier et chef d'entreprise Italien.

## Biographie
Le 3 décembre 2007, Franco Bernabè devient président du directoire et Chief Executive Officer de Telecom Italia.
Il est également membre du comité de direction du groupe Bilderberg.